# 아메리카의 다리
아메리카의 다리(스페인어: Puente de las Américas, 영어: Bridge of the Americas)는 파나마에 있는 파나마 운하에 놓인 교량이다. 2004년에 백년교가 놓였을 때까지 파나마 운하에 놓인 유일한 다리였다.

## 개요
아메리카의 다리는 태평양에서 가까운 곳에 놓였으며 파나마시티 근교에 있는 발보아)에 있다. 공사는 미국이 1959년부터 1962년까지 실행했고 약 2천만 미국 달러 걸렸다. 1962년에 완공된 후 2004년에 백년교가 놓였을 때까지 파나마 운하를 건너가는 팬아메리칸 고속도로의 가장 중요한 다리이었다. 이 다리는 아치식으로 건설되었다.

## 사진

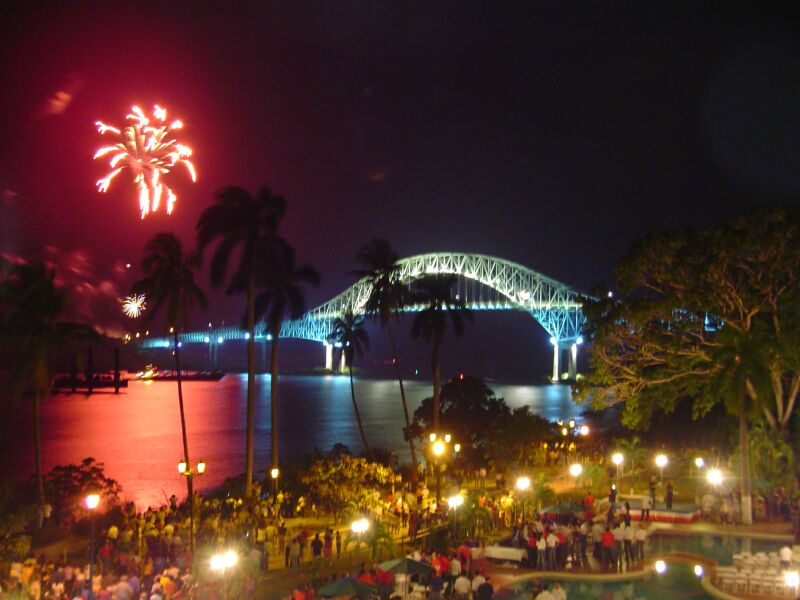
아메리카의 다리의 야경
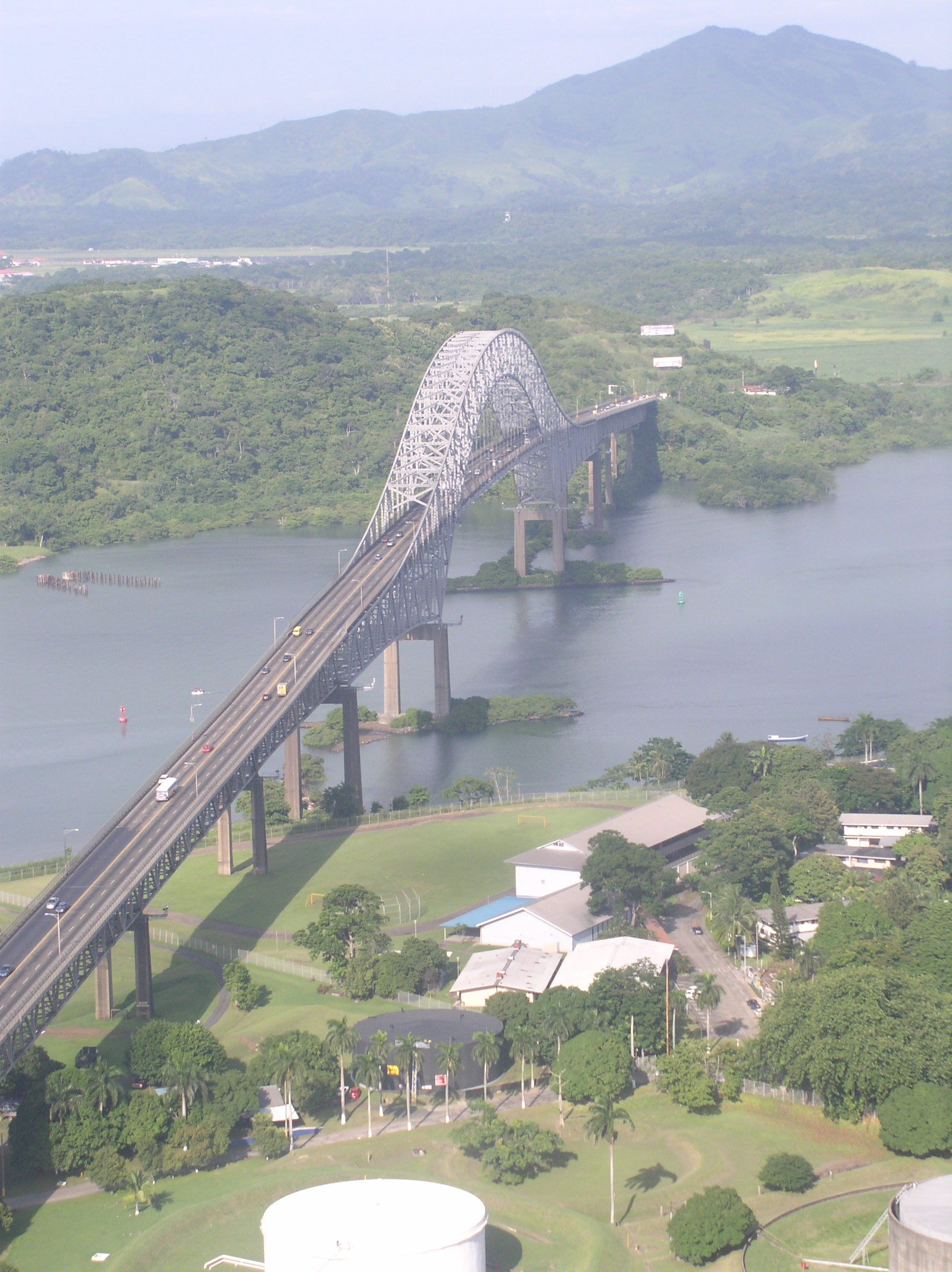
아메리카의 다리의 원경

## 같이 보기
- 파나마 운하